# Бурцево (Северный административный округ)

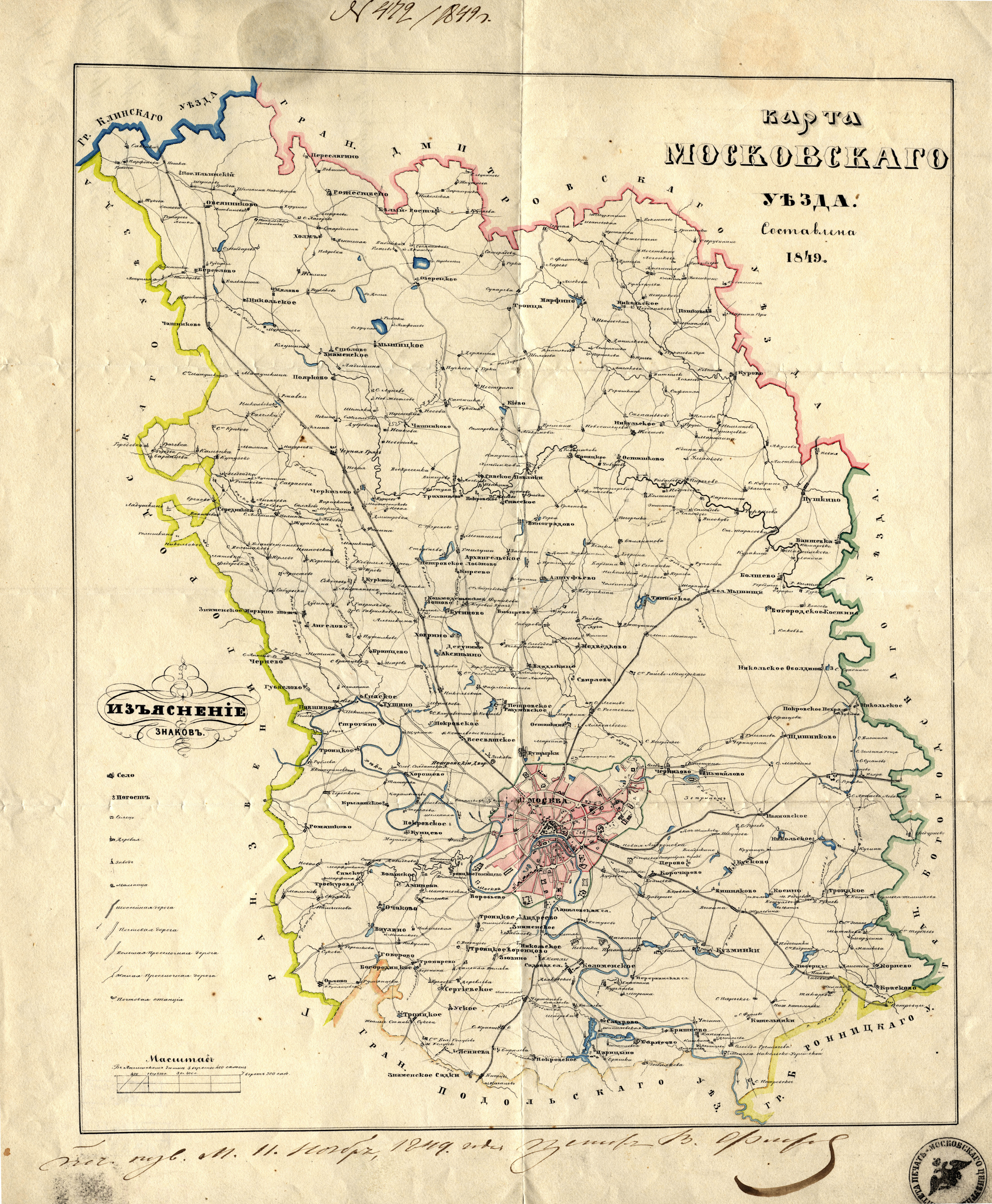
Бурцево на карте Московского уезда, 1849 года.

Бурцево — бывшая деревня, сейчас территория (микрорайон), в составе Молжаниновского района города Москвы.
На топографической карте 1860 года (так называемой карте Шуберта) Московского уезда Московской губернии деревня находившаяся примерно на этом месте именовалась Бурцова, и соединялась просёлочной дорогой с волостным селом Черкизово, деревнями Новая и Дмитровка и далее другими поселениями. Возле деревни находятся Бурцевские пруды (Западный и Восточный) упомянутые в царской грамоте как «… и еще два пруда „за лесом“».

## История
Деревня Бурцова первые упоминания датируются с 1584 года по 1586 год в Писцовой книге как «деревня Бурцево, а Марьино тож». Поселение названо якобы в честь Григория Бурцева, основателя рода Бурцовых (Бурцевых), в другом источнике указано с основателем рода Григорием Бурцом, жившим в XV веке.
В период Смутного времени деревня как и огромная дворцовая Черкизовская вотчина подверглась жестокому разорению, совершенно обезлюдела и надолго запустела (пустошь). Когда эта территория вновь стала заселяться точно не известно, но 1689 году эти владения из дворцовых земель Русского государства были пожалованы дяде Петра I, Л. К. Нарышкину, при этом вотчина Черкизово оказалась разделена между двумя станами. Половина земель села Черкизово с церковью Рождества Христова и 22 крестьянскими дворами, вместе с деревнями Бурцевой, Дубровкой и Шепелкиной на Клязьме, отошла в Манатьин стан, тогда как вторая половина с 15 дворами и с деревнями Пекиной, Морщихиной и Верескиной остались в Горетовом стане.
В 1709 году деревне было 34 дома. В XVIII веке деревня принадлежала сначала Нарышкиным, а затем Разумовским. По семейному разделу часть имения досталась графу А. К. Разумовскому, который в 1809 году продал деревни Верескино, Бурцево и Морщихино полковнику Ивану Николаевичу Моложенинову.
В 1812 году поселение уничтожили захватчики из объединённой Наполеоном Европы, из так называемой некоторыми «великой армии», имущество жителей было полностью разграблено, забрано всё: все коровы, овцы, запасы обмолоченного и только что сжатого хлеба.
Позже при строительстве Санкт-Петербургское шоссе бурцевские крестьяне, приняли участие в его возведении, а затем занялись на нём извозом и торговлей.
В 1848 году в деревне жило 200 человек жителей обоего полу. В 1898 году — 53 семьи, в 1927 году — 45. В 1984 году — 95 человек, тогда же и стало частью Города-Героя, сохранив свою одноэтажную застройку. В 2010-х на территории проживало 49 человек.
На территории микрорайона расположена улица (ранее проезд без названия):
- Бурцевская.

В соответствии с планами Правительства Москвы в данном микрорайоне предусмотрено новое строительство жилых домов и объектов инфраструктуры и обустройство улиц, которое неоднократно изменялось как и план развития столицы России.

## Транспорт
Железнодорожная станция  Молжаниново.
Автобусы:
- внутрирайонный (московский) автобусный маршрут № С453 (между микрорайонами, Мелькисарово — Черкизово — Новоподрезково — Новодмитровка — Молжаниновка — Бурцево);